# Ciro Bilardi
Ciro Bilardi (Ischia, 25 novembre 1953) è un allenatore di calcio ed ex calciatore italiano, di ruolo centrocampista.

## Carriera
Centrocampista offensivo spesso prolifico in zona gol, dopo le giovanili con l'Almas Roma nel 1972 passa al Brescia, dove tuttavia in due stagioni non riesce ad imporsi in prima squadra (7 presenze e una rete complessive), e prosegue pertanto la carriera in Serie C con Crotone, Livorno e Barletta, dove in due stagioni va a segno in ben 20 occasioni.
Nel 1978 torna in Serie B nelle file dell'Udinese, e con 5 reti in 31 incontri contribuisce al successo dei friulani nel campionato cadetto 1978-79. Coi bianconeri esordisce in Serie A il 16 settembre 1979 in Fiorentina-Udinese 1-1, ma dopo quest'unico incontro viene ceduto in prestito alla Ternana in Serie B, in una stagione chiusa con la retrocessione dei rossoverdi in C1
Tornato all'Udinese all'inizio della stagione 1980-81, disputa altre 5 partite in Serie A per poi tornare fra i cadetti col Rimini, dove resta due stagioni, non riuscendo nella seconda, nonostante le sue 8 reti, ad evitare la retrocessione dei romagnoli.
Nella stagione 1982-83 è fra i protagonisti della migliore annata di sempre della Cavese che grazie alle reti di Tivelli, Di Michele e Bilardi arriva a lottare per la promozione in A. Bilardi riuscirà comunque a tornare in A, acquistato dal neopromosso Catania, dove disputa 20 incontri realizzando la sua unica rete in massima serie nel pareggio interno contro il Milan.
A fine stagione torna infine nella sua isola natale con l'Ischia Isolaverde. Con i gialloblu vince il campionato di Serie C2 1986-1987 prima di concludere la carriera agonistica nel 1988. Segnò il gol il 7 giugno 1987 al Rende nella vittoria casalinga della sua Ischia, che sancì la promozione degli isolani per la prima volta in C1.
In carriera ha totalizzato complessivamente 26 presenze e una rete in Serie A e 139 presenze e 25 reti in Serie B.

### Allenatore
Cessata l'attività da calciatore ha intrapreso quella di allenatore, guidando fra l'altro la Cavese per un breve periodo nel 1995. Nel 2014 è responsabile delle giovanili dell'Ischia Isolaverde

## Palmarès

### Giocatore

#### Competizioni nazionali
- Serie B: 1

Udinese: 1978-1979